# Лоран, Жак
Жак Лора́н (фр. Jacques Laurent; 5 января 1919 года, Париж — 29 декабря 2000 года, там же) — французский журналист, прозаик, эссеист, публиковавшийся под различными псевдонимами, включая Сесиль Сен-Лоран, и избранный во Французскую академию в 1986 году. Представитель литературного движения «гусаров».

## Издания
Под собственным именем Жак Лоран
- 1947 — La Mort à boire, роман
- 1948 — «Тихие тела» (Les Corps tranquilles, роман)
- 1951 — «Поль и Жан-Поль» (Paul et Jean-Paul, очерк)
- 1954 — Le Petit Canard, роман
- 1964 — «Мориак под властью де Голля» (Mauriac sous de Gaulle, очерк)
- 1965 — Année 40, очерк
- 1966 — La Fin de Lamiel, очерк
- 1967 — Au contraire, очерк
- 1968 — Choses vues au Viêt Nam, очерк
- 1969 — Lettre ouverte aux étudiants, очерк
- 1971 — «Глупости» (Les Bêtises, роман, Гонкуровская премия, 1971)
- 1972 — Neuf perles de culture, очерк (совм. с Claude Martine)
- 1976 — «История эгоиста» (Histoire égoïste, очерк)
- 1979 — Le Nu vêtu et dévêtu, очерк
- 1980 — «Роман романа» (Roman du roman, очерк)
- 1981 — Les Sous-Ensembles flous, роман
- 1982 — Les Dimanches de Mademoiselle Beaunon, роман
- 1984 — Stendhal comme Stendhal, очерк
- 1986 — «Он спит на ходу» (Le Dormeur debout, роман)
- 1988 — Le Français en cage, очерк
- 1990 — Le Miroir aux tiroirs
- 1994 — Du mensonge, очерк
- 1994 — L’Inconnu du temps qui passe
- 1997 — Moments particuliers
- 1999 — L’Esprit des lettres
- 2000 — Ja et la Fin de tout

Под именем J. C. Laurent
- 1950 — «Ne touchez pas à la hache !», детективный роман

Под псевдонимом Сесиль Сен-Лоран
- 1947 — «Душенька Каролина» (Caroline Chérie, роман)
- 1949 — Captain Steel (адаптация Praise at morning, Mildred McNeilly)
- 1950 — «Сын душеньки Каролины» (Le Fils de Caroline chérie)
- 1951 — Les Caprices de Caroline
- 1953 — Sophie et le crime (Премия набережной Орфевр)
- 1953 — «Лукреция Борджиа» (Lucrèce Borgia)
- 1954 — «Дочь Мата Хари» (La Fille de Mata-Hari)
- 1954 — Une sacrée salade
- 1957 — «Клотильда» (Prénom Clotilde)
- до 1959 — сценарий фильма «Секрет шевалье д’Эона[фр.]» (режиссёр Жаклин Одри)
- 1961 — Les Agités d’Alger
- 1961 — Les Passagers pour Alger
- 1963—1967 — Hortense 1914-18
- 1969 — Les Petites Filles et les Guerriers
- 1970 — «Коммунарда» (La Communarde)
- 1972 — «Лола Монтес» (Lola Montes)
- 1975 — «Дама из буржуазии» (La Bourgeoise)
- 1978 — La Mutante
- 1986 — L’Erreur

Под псевдонимом Альбери́к Варе́нн (Albéric Varenne)
- 1948 — Quand la France occupait l’Europe

Другие псевдонимыLaurent Labattut, Gilles Bargy, Dupont de Mena, Luc d’Ébreuil, Roland de Jarnèze, Alain Nazelle, Jean Parquin, Gonzague de Pont-Royal, Marc de Saint-Palais, Alain de Sudy, Edgar Vuymont.